# علم كارولاينا الشمالية

علم ولاية كارولاينا الشمالية

أعتمد علم ولاية كارولاينا الشمالية في يوم 9 أذار - مارس من سنة 1885 م. وفي سنة 1991 أجري على العلم تعديل في أبعاده فقط كانت أبعاده قبل التعديل 3:4 (حاليا 2:3), وعرض الشريط الأزرق كان 1:4 (حاليا 1:3).

## وصف العلم
علم ولاية كارولاينا الشمالية عبارة عن قطعة مستطيلة الشكل تنقسم إلى ثلاثة أقسام حيث يغطي اللون الأزرق الداكن الجهة اليسرى من العلم كاملة وتشغل مساحته ثلث العلم أما المساحة المتبقية من العلم فتنقسم بشكل أفقي وبالتساوي بين اللونين الأحمر في الجهة العليا والأبيض في الجهة السفلى.
يوجد في وسط الحقل الأزرق من العلم نجمة خماسية الشكل بيضاء اللون وفي كلا جانبيها يوجد الحرفان N في اليسار والحرف C في اليمين وهما الأحرف الأولى من اسم الولاية North Carolina ويوجد كذلك شريطين باللون الذهبي أعلى وأسفل الحقل الأزرق ومكتوب على الشريط الأصفر الذي يقع في أعلى الحقل (May 20, 1775) ومكتوب على الشريط الأصفر في أسفل الحقل (April 12, 1776)

## أعلام سابقة
|  |  |